# Almost Unreal
Almost Unreal è una canzone scritta da Per Gessle per il duo pop svedese Roxette, e pubblicata nel 1993 come singolo, tratto dalla colonna sonora del film Super Mario Bros.

## La canzone
Era stata composta inizialmente per la colonna sonora del film Hocus Pocus, durante le sessioni di registrazione dell'album Crash! Boom! Bang!.
È stata pubblicata anche una versione demo di Almost Unreal, nel singolo del 1994 Run to You e nell'album Rarities del 1995.

## Il singolo
Almost Unreal è stata pubblicata come singolo nel 1993 e scelta per essere inserita nel film Super Mario Bros.
Almost Unreal fu un successo in diversi paesi europei, raggiungendo la posizione numero 7 nel Regno Unito, entrando nella Top 10 di Svezia e Norvegia, e nella Top 20 in Australia, Svizzera, Germania e Austria. Non andò invece molto bene negli Stati Uniti, dove raggiunse appena la posizione 94 della Billboard Hot 100, e fu il penultimo singolo del duo a entrare in classifica.
Nella colonna sonora di Super Mario Bros., oltre ad Almost Unreal è presente anche un'altra canzone del gruppo, 2 Cinnamon Street, una versione alternativa di Cinnamon Street, cantata da Marie Fredriksson, con un testo riadattato.

## Tracce
CD-Single
1. Almost Unreal
2. The Heart Shaped Sea

CD-Maxi
1. Almost Unreal
2. The Heart Shaped Sea
3. Fingertips '93
4. Almost Unreal [A/C Mix]

## Classifiche
| Classifica (1993) | Posizione più alta |
| ----------------- | ------------------ |
| Svizzera          | 15                 |
| Austria           | 20                 |
| Paesi Bassi       | 31                 |
| Svezia            | 8                  |
| Norvegia          | 6                  |
| Australia         | 17                 |
| Regno Unito       | 7                  |
| Billboard Hot 100 | 94                 |